# Navitaire
Navitaire est une filiale d'Amadeus IT Group qui développe et commercialise Open Skies, un système de réservation informatique, ou GDS.
Ce système a été créé dans le but de fournir une solution moins coûteuse aux trois principaux GDS que sont Amadeus, Sabre et Travelport. Contrairement aux autres GDS, Navitaire vise plus les compagnies aériennes à bas coût que les compagnies aériennes nationales, et tend à s'imposer sur ce créneau.

## Historique
Née en 1993 sous le nom PRA Solutions, Navitaire a pris son nom actuel en 2001.
Navitaire a racheté Open Skies à Hewlett-Packard en 2000.